# Rue Van Hoorde
Pour les articles homonymes, voir Van Hoorde.
La rue Van Hoorde (en néerlandais : Van Hoordestraat) est une rue bruxelloise de la commune de Schaerbeek qui va de la rue Josaphat à la rue des Coteaux.

## Histoire et description
La rue porte le nom d'un commerçant en gros et propriétaire terrien belge, Henri Van Hoorde, né à Bruxelles le 25 mai 1805 et décédé à Bruxelles le 5 novembre 1880.
La numérotation des habitations va de 1 à 47 pour le côté impair et de 2 à 34 pour le côté pair.

## Adresses notables
- no 43 : Maison passive[1]